# Mödrath
Mödrath is een plaats in de Duitse gemeente Kerpen, deelstaat Noordrijn-Westfalen, en telt 1.238 inwoners (2020). De huidige wijk ligt twee kilometer ten westen van het vroegere, ontruimde dorp Mödrath.

## Geschiedenis

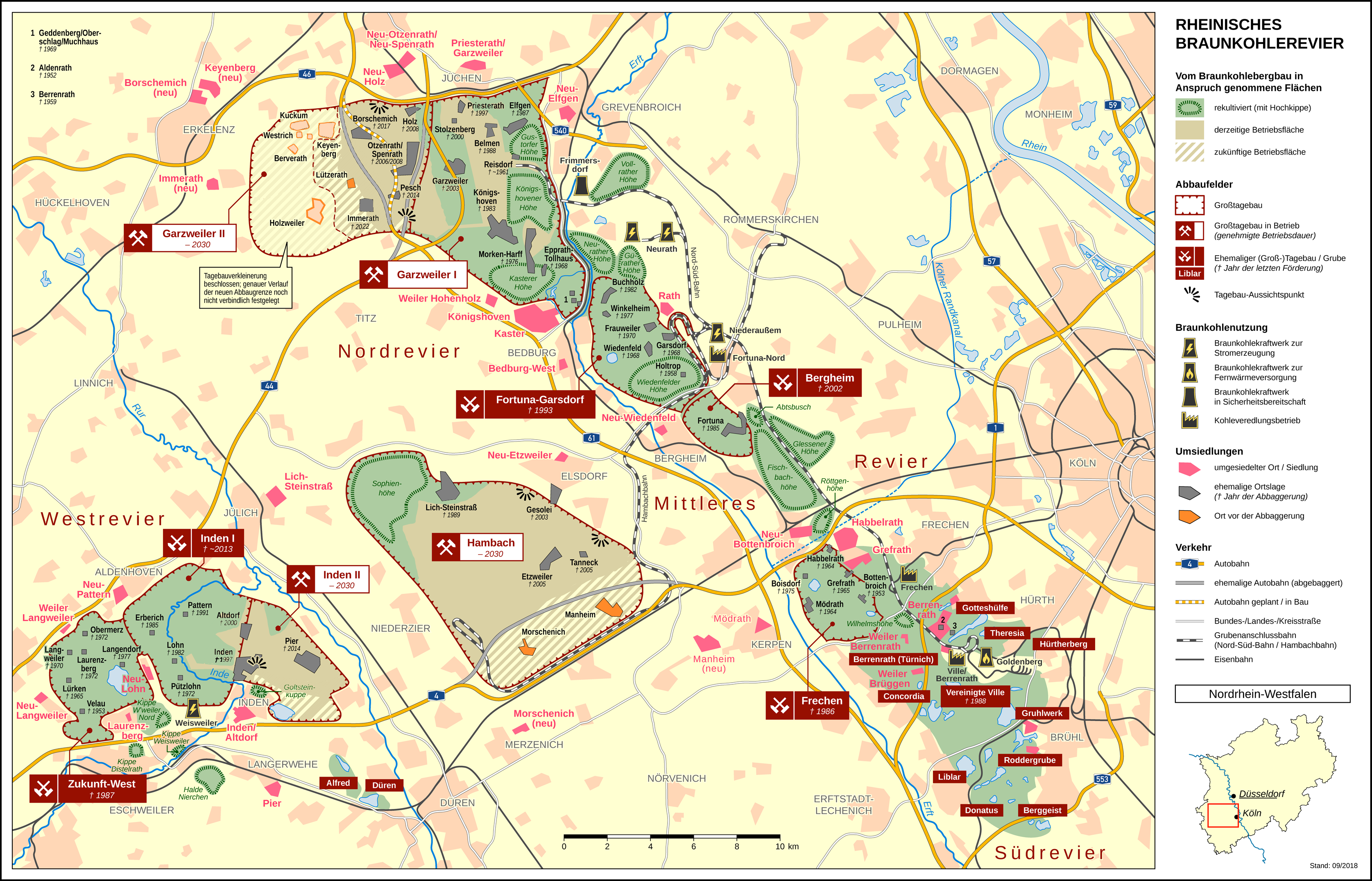
Kaart van het Rijnlandse bruinkoolgebied. Mödrath (roze vlek) ligt iets rechtsonder het midden. Iets verder naar rechts (grijze vlek) de ligging van het oude dorp.
Hoofdstraat van het oude dorp (1903)

Mödrath was een dorp, zo'n twee kilometer ten oosten van Kerpen, nabij de plaats waar zich nu, tegenwoordig in de gemeente Frechen, het Marienfeld bevindt. Net als Kerpen behoorde het sinds de middeleeuwen tot een exclave van het hertogdom Brabant tussen het keurvorstendom Keulen en het hertogdom Gulik, zie ook: Rijksgraafschap Kerpen en Lommersum. Op de Ferrariskaart uit de jaren 1770 is de plaats weergegeven als het gehucht Moderath in de enclave van het Oostenrijkse Brabant. Op het eind van het ancien régime kwam het onder de Franse overheersing in het Roerdepartement en na 1815 in de Pruisische Rijnprovincie.
In de 20e eeuw werd in de omgeving echter bruinkool gewonnen in dagbouw (Tagebau Frechen) en het dorp Mödrath werd in 1956 ontruimd omdat het in het ontginningsgebied lag. Een nieuwe wijk Mödrath werd opgetrokken meer westwaarts, aansluitend op Kerpen. 
Enkel het in zijn huidige vorm uit 1830 daterende kasteel Haus Mödrath in het oude Mödrath bleef bewaard. Het gebouw is in privé-bezit. De eigenaar heeft het als museum met beperkte horeca-faciliteiten ingericht. Er worden in het seizoen (april t/m oktober) wisseltentoonstellingen van uiteenlopende soorten hedendaagse kunst georganiseerd.

## Geboren
- Karlheinz Stockhausen (1928-2007), componist en muziekpedagoog, woonde in Kasteel Mödrath